# Loyalty (Angel)
Loyalty (conocido en América Latina y en España como Lealtad) es el décimo quinto episodio de la tercera temporada de la serie de televisión estadounidense Ángel. Fue escrito por Mere Smith y dirigido por James A. Contner. Se estrenó originalmente el 25 de febrero de 2002.

## Argumento
Sin poder creer completamente en su traducción, Wesley comienza a ser acosado por el temor de que Ángel en alguna ocasión mate a su propio hijo, lo que le produce terribles pesadillas. Wesley y Ángel llevan a Connor al Doctor, quien establece que el niño está sano y libre de peligro. Cuando todos se van, una mujer se lleva la muestra de sangre del bebe y la reemplaza por otra.
Mientras tanto, las investigaciones continúan y Ángel recibe la visita de una mujer llamada Aubrey quien comenta que perdió a su hijo luego de que fuera engendrado como una criatura de la oscuridad por unos vampiros. La mujer resulta ser una Holtzana (aliada de Holtz) quien les indica a su equipo como está integrado el equipo de Investigaciones Ángel. El equipo de Holtz está integrado ahora en su totalidad por humanos que entrenan peleando con vampiros encadenados. Al lugar aparece Sahjhan para si no tiene los 18 eso es cárcel no no no exigirle a Holtz que asesine de una vez por todas al vampiro con alma. Sin embargo, Holtz rehúsa y le advierte que tiene un urna que es capaz de contenerlo y que la usará contra él si trata de darle órdenes de nuevo y/o indicarle como matar a su odiado enemigo.
En la oficina de Lilah, Sahjhan aparece buscando que la abogada lo ayude en su intento por matar a Ángel. Lila accede secretamente a ayudarlo, donando sangre del hijo del vampiro que se encargó de robar en hospital. En una feria donde se encuentra el nido de vampiros responsables de la muerte del hijo de su más reciente cliente, Gunn y Fred tratan de cumplir su trabajo y al mismo tiempo divertirse, aunque Fred menciona que tal vez no sea buena idea. Ambos consiguen rastrear el nido dentro de un edificio, donde sin saberlo sus luchas contra los vampiros son filmadas por Justine. 
Wesley busca una fuente de información mística llamado el Loa (localizada en una hamburguesa animada) quien le desmiente al inglés que en efecto la profecía se cumplirá y que el momento de su llegada será cuando ocurra un terremoto y caiga del cielo fuego y sangre. Wesley regresa al "hyperion" donde junto a Ángel descubren que Aubrey es una aliada de Holtz. Ángel le deja un mensaje a Holtz de que lo combatirá con todo lo que tiene y deja ir a Aubrey para que entregue el mensaje. Sin embargo, Wesley sigue a la mujer hasta la guarida de Holtz. Para su sorpresa, Holtz revela que ya conoce las profecías y que sus motivaciones detrás de sus ataques son nada menos que proteger al niño.        
Wesley regresa hasta el Hyperion y tras una plática cobre las cosas de la vida, el inglés concluye que las profecías deben estar equivocadas. Sin embargo ocurre un nuevo temblor que destroza parte de la habitación de Ángel y cae una viga en llamas. Wesley y Ángel se las arreglan para escapar, Wesley nota que una herida en la frente de Ángel gotea un poco de sangre sobre Connor y recuerda las advertencias del Loa.

## Elenco

### Principal
- David Boreanaz como Ángel.
- Charisma Carpenter como Cordelia Chase.
- Alexis Denisof como Wesley Wyndam-Pryce.
- J. Agust Richards como Charles Gunn.
- Amy Acker como Fred Burkle.

## Continuidad
- Fred menciona que si se dejan llevar por su trabajo, podrían ser raptados por un demonio árbol (Couplet).
- Wesley considera unirse con Holtz si es necesario con tal de proteger a Connor.